# Los Laneros
Los Laneros es una localidad y pedanía española perteneciente al municipio de Cortes de Baza, en la provincia de Granada. Está situada en la parte septentrional de la comarca de Baza. Cerca de esta localidad se encuentran los núcleos de Fuente Vera, Isidoros, Almontaras, Cortes de Baza capital, Las Cucharetas y La Teja. Junto al pueblo discurre el río Castril.

## Demografía
Según el Instituto Nacional de Estadística de España, en el año 2024 Los Laneros contaba con 189 habitantes censados, lo que representa el 10,54% de la población total del municipio. Dentro de la entidad singular de Los Laneros, 177 viven en el núcleo de población y 12 entre los diseminados de Cuevas de Campoy, Gibado, El Horno, Los Marcelinos y El Río.

### Evolución de la población
| Gráfica de evolución demográfica de Los Laneros entre 2014 y 2024 |
|                                                                   |
| Datos según el nomenclátor publicado por el INE.                  |

## Comunicaciones

### Carreteras
La principal vía de comunicación que transcurre cerca de la localidad es:
| Identificador | Denominación          | Itinerario          |
| ------------- | --------------------- | ------------------- |
| GR-9105       | De GR-9106 a la A-326 | San Marcos - Fátima |

Algunas distancias entre Los Laneros y otras ciudades:
| Ciudades       | Distancia (km) |
| -------------- | -------------- |
| Cortes de Baza | 7              |
| Baza           | 31             |
| Granada        | 126            |
| Almería        | 179            |
| Jaén           | 182            |
| Murcia         | 189            |

## Servicios públicos

### Sanidad
Los Laneros cuenta con un consultorio médico de atención primaria situado en la calle Virgen de Fátima s/n, dependiente del Área de Gestión Sanitaria Nordeste de Granada. El servicio de urgencias está en el centro de salud de Benamaurel y el área hospitalaria de referencia es el Hospital de Baza.

### Educación
El único centro educativo que hay en la localidad es:
| Denominación Genérica | Nombre del Centro     | Naturaleza | Dirección                |
| --------------------- | --------------------- | ---------- | ------------------------ |
| Colegio Público Rural | C.P.R. "Cruz de Mayo" | Público    | C/ Virgen de Fátima, s/n |

## Cultura

### Fiestas
El 3 de mayo se celebra el Día de la Cruz, muy típico de toda la provincia de Granada. Y a mediados de octubre tiene lugar la fiesta de la Almendra, con actividades culturales y lúdicas que incluye la preparación de comidas típicas y postres hechos a base de almendra como turrones o polvorones.